# München-Pasing (stacja kolejowa)
München-Pasing – druga co do wielkości stacja kolejowa położona w zachodniej części Monachium. Ma 5 peronów.
| München-Pasing |  |                   |
| Linia          |  |                   |
| München-Laim   |  | München Westkreuz |